# Thüringer Wald
Thüringer Wald er en 170 km lang og op til 35 km bred skovrig ås i den tyske delstat Thüringen. Den strækker sig fra Eisenach i sydøstlig retning. Den sydøstligste del (syd for Gehren) kalldes Thüringer Schiefergebirge. Det højeste punkt er Großer Beerberg på 983 m; andre toppe er Inselsberg (916 m) og Schneekopf (978 m).
Geologisk er Thüringer Wald en horst mellem to nordvest-sydøstgående forkastninger. Bjerggrunden er for det meste ældre, porfyriske lavabjergarter. Langs forkastningszonene er bjerggrunden sprækket og forvitret, med stejle skråninger mod det lavere land mod nord og syd. Thüringer Wald er derfor et mere varieret område end de fleste Mittelgebirge i Tyskland, og blev i ældre tid – før mere nøjagtige højdemålinger var mulige, i 1700-tallet – regnet for et af de højeste bjergområder i Tyskland. Under Romantikken blev Thüringer Wald sammen med Harzen et symbol på det vilde og uberørte landskab, og det var på Kickelhahn (861 m o.h.) at Goethe skrev sit kendte digt «Über allen Gipfeln ist Ruh».

## Galleri
- Thüringer Walds beliggenhed i Tyskland
- Clausbergpass
- Inselberg, 916,5 m.o.h.
- Udsigt fra Inselberg
- Suhl (by) set fra Großen Beerberg

I dag er Thüringer Wald et meget brugt tur- og rekreationsområde. Den kendte vandringsvej Rennsteig, der oprindeligt var en grænsevje mellem Thüringen og Franken, følger Thüringer Wald på langs, og her ligger det også vintersportsstedet Oberhof.
Før Berlinmurens fald i 1989 var Thuringer Wald en del af det daværende Østtyskland. Syd for findes Frankenwald.